# Rhynchoproctus beccarii
Rhynchoproctus beccarii är en mångfotingart som beskrevs av Filippo Silvestri 1896. Rhynchoproctus beccarii ingår i släktet Rhynchoproctus och familjen Harpagophoridae. Inga underarter finns listade i Catalogue of Life.